# Kościół Michała Archanioła w Starym Gierałtowie
Kościół Michała Archanioła w Starym Gierałtowie – zabytkowy kościół we wsi Stary Gierałtów. Kościół filialny parafii św. Jana Chrzciciela w Nowym Gierałtowie.

## Historia
Barokowy kościół zbudowany w 1798, kryty dachem dwuspadowym zakończonym półkoliście z wieżą zwieńczoną hełmem.